# Instytut Warburga

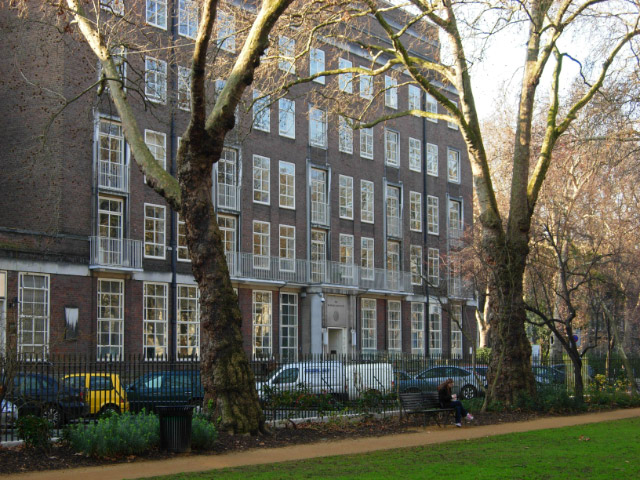
Instytut Warburga - Woburn Square, Londyn

Instytut Warburga (Warburg Institute) – instytucja badawcza stowarzyszona z University of London (Uniwersytetem Londyńskim). Zajmuje się studiami nad wpływem antyku na wszystkie aspekty europejskiej cywilizacji.
Instytut powstał w 1933 roku w wyniku przekształcenia założonej przez Aby'ego Warburga (1866-1929) Biblioteki Warburga (Kulturwissenschaftlichen Bibliothek Warburg). Warburg był badaczem historii sztuki i kultury renesansu na Uniwersytecie Hamburskim. Później rozszerzył swoje pole badawcze o inne dyscypliny humanistyczne, m.in. o badanie wpływu kultury antycznej na renesans. Jako profesor tej uczelni założył prywatną bibliotekę. We współpracy z Fritzem Saxlem (1890-1948) przekształcił swe zbiory w Kulturwissenschaftliche Bibliothek Warburg (Bibliotekę Historii Kultury Warburga) przy Uniwersytecie Hamburskim.
W 1934 roku, w obliczu zagrożenia ze strony narodowego socjalizmu, Instytut przeniesiono do Londynu. W 1944 roku stowarzyszył się z tamtejszym uniwersytetem, a w 1994 roku stał się częścią School of Advanced Studies (Szkoły Studiów Zaawansowanych) przy tej uczelni.
Zbiory biblioteki Instytutu liczą ok. 350 000 woluminów. Posiada on również bogate zbiory fotograficzne i archiwum osobiste Aby'ego Warburga. We współpracy z londyńskim Courtauld Institute of Art (Instytutem Sztuki Courtaulda) publikuje rocznik The Journal of the Warburg and Courtauld Institutes. Instytut Warburga jest znany ze szczególnego systemu referencyjnego: jego zbiory pogrupowane są według podziału historii ludzkości Aby'ego Warburga na kategorie Akcji, Orientacji, Słowa i Obrazu.
Do znanych badaczy związanych z Instytutem należą m.in. Ernst Cassirer, Henri Frankfort, Arnaldo Momigliano, Ernst Gombrich, Erwin Panofsky, Edgar Wind, Frances Yates i Anthony Grafton, Gertrud Bing, Raymond Klibansky. Obecny zespół naukowców kontynuuje tradycję badań interdyscyplinarnych nad historią, filozofią, religią i sztuką. Stały skład badaczy uzupełniany jest dużą liczbą studentów i absolwentów instytutu, przyjmowanych na stypendia, staże i studia doktoranckie.

## Dyrektorzy Instytutu
- 1929–1948: Fritz Saxl
- 1949–1954: Henri Frankfort
- 1954–1959: Gertrud Bing
- 1959–1976: Ernst Gombrich
- 1976–1990: J. B. Trapp
- 1990–2001: Nicholas Mann
- 2001–2010: Charles Hope
- 2010–2014: Peter Mack
- 2015–2017: David Freedberg
- 2017– : Bill Sherman